# پشتاله
پشتاله، روستایی از توابع بخش فیروزآباد شهرستان کرمانشاه ،دهستان عثمانوند طایفه بهارونددر استان کرمانشاه ایران است.
روستای پشتاله با همت دولتمردان فاقد راه و آب آشامیدنی و امکانات اولیه می‌باشد.

## جمعیت
این روستا در دهستان عثمان‌وند قرار دارد و براساس سرشماری مرکز آمار ایران در سال ۱۳۸۵، جمعیت آن ۳۰ نفر (۶خانوار) بوده‌است.